# IC 172
IC 172 је спирална галаксија у сазвјежђу Кит која се налази на листи објеката дубоког неба у Индекс каталогу.
Деклинација објекта је + 0° 48' 42" а ректасцензија 1h 54m 54,2s. Привидна величина (магнитуда) објекта IC 172 износи 14,0 а фотографска магнитуда 14,9. IC 172 је још познат и под ознакама MCG 0-5-49, CGCG 386-56, ARAK 63, KUG 0152+005, IRAS 01523+0033, PGC 7116.